# KV Vesturbæjar
Maillots
Le KV (Knattspyrnufélag Vesturbæjar) est un club de football islandais basé à Reykjavik dans le quartier de Vesturbæjar. Il utilise en partie les installations du club voisin, le KR Reykjavík.
À la fin de la saison 2009, le club est promu pour la première fois de son histoire en 2. deild karla.

## Palmarès
- Championnat d'Islande D4
  - Champion : 2011, 2020

## Stade
Le KV joue à domicile au KV-Park également appelé Gervigrasvöllur KR (stade en pelouse synthétique du KR Reykjavík). Il se trouve à côté du KR-völlur.